# Favo de Acari
Grêmio Recreativo Escola de Samba Favo de Acari é uma escola de samba do Rio de Janeiro, fundada a 18 de outubro de 2004.
O nome é uma referência à expressão "a Comunidade está um mel", pois segundo seus fundadores, Acari, bairro onde a agremiação está sediada, seria um local alegre, acolhedor e com noites agradáveis. Da expressão derivou-se o símbolo, uma abelha.

## História
Foi criada como um bloco carnavalesco, sendo campeã, respectivamente, do quarto, do terceiro e do segundo grupo dos blocos.
Em 2008, entrou com um pedido junto à AESCRJ para fazer parte do desfile de 2009. A AESCRJ fez uma avaliação da quadra e do histórico do bloco - campeonatos com nota 10 em todos os quesitos durante três anos - e aceitou o pedido. Assim, a agremiação se transformou no GRES Favo de Acari.
Em 2009, a agremiação desfilou no Grupo RJ-4, o antigo "Grupo de acesso E". O enredo escolhido foi "O Brasil Não Conhece o Brasil. Estive em Acari, Lembrei-me de Você", de autoria do carnavalesco Cássio de Carvalho. No entanto, a escola trocou de carnavalesco, trazendo Nélson Costa para o lugar de Cássio, o que ocasionou a mudança no enredo. Com 160 pontos, a escola foi novamente campeã, sendo promovida ao "Grupo RJ-3", que mais tarde voltaria a se chamar Grupo D. No ano de 2010, ao desfilar com um enredo sobre as grandes conquistas dos negros, o Favo de Acari obteve a terceira colocação, o que resultou em nova ascensão.
Para 2011, com um enredo sobre o Carnaval. a escola anunciou Luciene Andrade como diretora de carnaval, além de Carla Germano como rainha e Cínthia como musa da bateria. Foi a última a desfilar, por volta das 9 da manhã, terminando empatada com a Vila Santa Tereza, mas perdeu no critério de desempate a chance de pela primeira vez ser promovida à Sapucaí. Em 2012 a escola teve como enredo " A criação do mundo, através dos deuses da mitologia grega", alcançando a sétima colocação e permanecendo no grupo.
Em 2013 o Favo homenageou seu próprio bairro, Acari, fazendo um desfile que foi aclamado pela crítica como campeão. No entanto, no dia da apuração, a escola obteve apenas o quarto lugar, o que gerou muitas críticas à diretoria da AESCRJ. Integrantes da escola se envolveram em confusão com integrantes do Acadêmicos do Engenho da Rainha durante a apuração, o que fez com que duas pessoas fossem detidas pela polícia. Em setembro do mesmo ano a escola foi batizada pela Mangueira. Em 2014 a agremiação abordou em seu desfile a inclusão social através das escolas de samba, homenageando os 15 anos da ONG AMEBRAS, atingindo a terceira colocação.
No ano de 2015 o enredo escolhido foi o CEASA do bairro vizinho, Irajá. Após um desfile elogiado por parte da mídia especializada, a escola obteve notas modestas na apuração, terminando na 12ª colocação graças a um erro na contagem dos pontos da escola Unidos da Ponte. Caso a pontuação correta fosse aplicada, a Favor de Acari seria rebaixada para a Série C no ano de 2016. Após um recurso interpelado por dirigentes da Unidos da Ponte, houve uma recontagem de pontos e, com isso, a Favo de Acari passou a ocupar a 13ª colocação. No entanto, dirigentes da LIERJ decidiram não rebaixar a agremiação para a Série C, descumprindo o que era previsto inicialmente no regulamento. em maio desse mesmo ano, fundiu-se com a vizinha Corações Unidos do Amarelinho dando origem à Corações Unidos do Favo de Acari.
Após o carnaval de 2016, anunciou o fim da parceria com a Corações Unidos do Amarelinho e o retorno da nomeclatura original "Favo de Acari", mas pouco tempo, fundiu-se de novo e formou-se a União do Parque Acari.

## Segmentos

### Presidentes
| Nome                    | Mandato   | Ref.  |
| ----------------------- | --------- | ----- |
| Antônio Carlos Fogueira | 2009-2014 | [ 9 ] |
| Mestre Ailton           | 2014-2015 |       |

### Diretores
| Ano  | Diretor de Carnaval | Diretor geral de harmonia | Mestre de bateria   | Ref. |
| ---- | ------------------- | ------------------------- | ------------------- | ---- |
| 2012 | Neném Andrade       | Nélio Azevedo             | Ronaldo             |      |
| 2014 | Marcilda Lima       |                           | Ronaldo             |      |
| 2015 | Neném Andrade       | Marcio Marins             | Vitinho Ritmo Total |      |
| 2017 | Neném Andrade       | Caju e Wagner Assis       | Vitinho Ritmo Total |      |
| 2018 | Cida Lima           | Filipe Nunes              | Ronaldo             |      |

### Intérpretes
| Período       | Intérprete oficial          | Referência  |
| ------------- | --------------------------- | ----------- |
| 2006–2010     | Turco                       | [ 2 ] [ 3 ] |
| 2011          | Gonzaguinha                 | [ 10 ]      |
| 2012          | Clebinho Imperatriz e Turco | [ 11 ]      |
| 2013          | Sandro JR                   | [ 12 ]      |
| 2014          | Charles Silva               | [ 13 ]      |
| 2015–presente | Diego Chocolate             | [ 14 ]      |

### Coreógrafo
| Ano  | Nome               | Ref. |
| ---- | ------------------ | ---- |
| 2014 | Wanderson Frantini |      |
| 2015 | Wanderson Frantini |      |
| 2017 | Flávio Piter       |      |

### Casal de Mestre-sala e Porta-bandeira
| Ano  | Nome              | Ref. |
| ---- | ----------------- | ---- |
| 2014 | Weslen e Manuella |      |
| 2015 | Weslen e Manuella |      |
| 2016 |                   |      |
| 2017 | Fábio e Nani      |      |

### Corte de bateria
| Rainha de bateria | Rainha de bateria |
| ----------------- | ----------------- |
| Erika Dantas      | 2009              |
| Monalisa          | 2010              |
| Carla Germano     | 2011              |
| Débora Andrade    | 2012              |
| Evelyn            | 2013              |
| Uillana Adães     | 2014              |
| Luana Oliveira    | 2017-atual        |

| Madrinha de bateria | Madrinha de bateria |
| ------------------- | ------------------- |
| Cínthia             | 2012-2014           |

## Carnavais
| Ano  | Colocação | Divisão | Enredo | Carnavalesco | Ref. |
| ---- | --- | --- | --- | --- | --- |
| 2006 | Campeão do Grupo de Avaliação da Federação dos Blocos Carnavalescos do Estado do Rio de Janeiro                                        | Campeão do Grupo de Avaliação da Federação dos Blocos Carnavalescos do Estado do Rio de Janeiro                                        | Campeão do Grupo de Avaliação da Federação dos Blocos Carnavalescos do Estado do Rio de Janeiro | Campeão do Grupo de Avaliação da Federação dos Blocos Carnavalescos do Estado do Rio de Janeiro                                        | [ 15 ] |
| 2007 | Campeão | Grupo 3 (Blocos) | "O samba não tem fronteiras, o Favo de Acari conta a história dos bambas da Mangueira" | Nelson Costa | [ 16 ] |
| 2008 | Campeão | Grupo 2 (Blocos) | "Acari pede paz, violência não tem vez, em verde, rosa e ouro, alertamos vocês" | Nelson Costa | [ 17 ] |
| 2009 | Campeã | Grupo RJ-4 | "Uma viagem a um lugar onde a magia se transforma em fantasia" | Nelson Costa | |
| 2010 | 3.º Lugar | Grupo RJ-3 | "Em verde, rosa e ouro dou um grito! Sou negro, sou raça e sou raiz" | André Tabuquine | [ 2 ] |
| 2011 | Vice-campeã | Grupo C | "Alegria! Alegria! O Favo conta a história da folia, para tudo terminar na quarta-feira" (Samba-enredo composto por Turco, Barata e Zé da Viola)                                                       | Nelson Costa | [ 3 ] |
| 2012 | 7.º Lugar | Grupo C | "A criação do mundo, através dos deuses da mitologia grega" (Samba-enredo composto por Leandro Moreno, Tio Carlinhos, Wander, Diego, Nathan, Dea, Luciano, Gilsinho, Turco, Paulo Samara e Alessandra) | Nelson Costa | [ 4 ] |
| 2013 | 4.º Lugar | Grupo B | "Muito prazer! Sou Acari em verde, rosa e ouro. E a Favo faz a festa na Intendente" (Samba-enredo composto por Carlinhos JM, Paulo Samra, Alexandra, Beto da Viola e Carlinhos)                        | Humberto Abrantes | |
| 2014 | 3.º Lugar | Grupo B | "Amebras, 15 anos transformando vidas através da qualificação no Carnaval" (Samba-enredo composto por Carlinhos JM, Andinho Samara, Felipe Lima e Briendo)                                             | Eduardo Júnior | [ 1 ] |
| 2015 | 13.º Lugar | Série B | "Favo de Acari apresenta: CEASA, 40 anos de história a serviço do povo!" (Samba-enredo composto por Almir do Samba, Galeto do Acari, Zé Macaco do Acari e Turco)                                       | Nelson Costa e Eduardo Júnior | |
| 2016 | Desfilou como Corações Unidos do Favo de Acari após fusão com a Corações Unidos do Amarelinho. A união foi desfeita após esse desfile. | Desfilou como Corações Unidos do Favo de Acari após fusão com a Corações Unidos do Amarelinho. A união foi desfeita após esse desfile. | Desfilou como Corações Unidos do Favo de Acari após fusão com a Corações Unidos do Amarelinho. A união foi desfeita após esse desfile.                                                                 | Desfilou como Corações Unidos do Favo de Acari após fusão com a Corações Unidos do Amarelinho. A união foi desfeita após esse desfile. | Desfilou como Corações Unidos do Favo de Acari após fusão com a Corações Unidos do Amarelinho. A união foi desfeita após esse desfile. |
| 2017 | 12.º Lugar (Rebaixada) | Série B | "O samba não tem fronteiras, O Favo de Acari conta a história dos bambas da Mangueira" (Reedição do enredo de 2007)                                                                                    | Nelson Costa e Eduardo Júnior | |
| 2018 | 10º Lugar (Rebaixada) | Série C | A história de vida de Pedro Fernandes. O Favo de Acari exalta o filho Nordestino que deixou saudades                                                                                                   | Nelson Costa e Eduardo Júnior | [ 18 ] |
| 2019 | Fundiu-se com a Corações Unidos do Amarelinho formando a União do Parque Acari.                                                        | Fundiu-se com a Corações Unidos do Amarelinho formando a União do Parque Acari.                                                        | Fundiu-se com a Corações Unidos do Amarelinho formando a União do Parque Acari. | Fundiu-se com a Corações Unidos do Amarelinho formando a União do Parque Acari.                                                        | Fundiu-se com a Corações Unidos do Amarelinho formando a União do Parque Acari.                                                        |

- Commons

## Títulos
| Divisão | Divisão | Títulos | Carnavais |
|         | Série E | 1       | 2009      |

## Premiações
Prêmios recebidos pelo GRES Favo de Acari.
| Ano  | Prêmio              | Categoria / premiados                | Divisão    | Ref.   |
| ---- | ------------------- | ------------------------------------ | ---------- | ------ |
| 2009 | Troféu Jorge Lafond | Premiação especial                   | Grupo RJ-4 | [ 19 ] |
| 2011 | Troféu Jorge Lafond | Vice-campeã do Grupo C               | Grupo C    | [ 20 ] |
| 2012 | Plumas & Paetês     | Costureiras (Verônica Suely e Marly) | Grupo C    | [ 21 ] |
| 2013 | S@mba-Net           | Melhor escola                        | Grupo B    | [ 22 ] |